# Droga I/32 (Czechy)
Droga krajowa 32 (cz. Silnice I/32) – droga krajowa w środkowych Czechach łącząca autostradę D11 w rejonie Podiebradów z miastem Jiczyn (skrzyżowanie z drogą nr 16).